# David F. Swenson
David Ferdinand Swenson, född den 29 oktober 1876 i Kristinehamn, död den 11 februari 1940, var en svenskamerikansk filosof.
Swenson studerade vid Minnesota och Harvards universitet och blev professor i filosofi vid det förra 1915. Han skrev bland annat ett arbete om Søren Kierkegaard och många uppsatser i amerikanska filosofiska tidskrifter.